# Gregorio Morisciano
Gregorio Morisciano (6 aprile 1892 – ...) è stato un politico italiano.
Militare con il grado di generale, ottenne la medaglia d'argento al valore militare e due croci di guerra, oltre che la croce dell'Ordine coloniale della Stella d'Italia. Fu uno storico esponente della Democrazia Cristiana del capoluogo calabro, sindaco di Catanzaro per due mandati dal 1956 al 1965.